# Merano Cup 2013
Merano Cup 2013 – to międzynarodowy turniej seniorów w łyżwiarstwie figurowym w sezonie 2013/2014. Został rozegrany w dniach 15 – 17 listopada 2013 roku we włoskim Meranarena.
Wśród solistów triumfował Dienis Tien, natomiast w rywalizacji solistek najlepsza okazała się Nathalie Weinzierl. Spośród par sportowych najlepsi byli reprezentujący Włochy Stefania Berton i Ondřej Hotárek.

## Wyniki

### Soliści
| Pozycja | Zawodnicy          | Punkty | SP | SP    | FS | FS     |
| ------- | ------------------ | ------ | -- | ----- | -- | ------ |
| 1       | Dienis Tien        | 231.12 | 1  | 82.21 | 2  | 148.91 |
| 2       | Daisuke Murakami   | 222.89 | 2  | 73.84 | 1  | 149.05 |
| 3       | Paolo Bacchini     | 189.07 | 3  | 63.17 | 3  | 125.90 |
| 4       | Maurizio Zandron   | 179.19 | 5  | 58.05 | 4  | 121.14 |
| 5       | Ivan Righini       | 177.65 | 4  | 61.84 | 5  | 115.81 |
| 6       | Franz Streubel     | 172.28 | 6  | 56.95 | 6  | 115.33 |
| 7       | Valtter Virtanen   | 160.37 | 7  | 56.13 | 8  | 104.24 |
| 8       | Saverio Giacomelli | 159.64 | 8  | 56.11 | 9  | 103.53 |
| 9       | Pavel Kaška        | 159.02 | 10 | 52.06 | 7  | 106.96 |
| 10      | Tomi Pulkkinen     | 158.28 | 9  | 55.94 | 10 | 102.34 |
| 11      | Antonio Panfili    | 150.31 | 11 | 52.00 | 11 | 98.31  |
| 12      | Nicolas Dubois     | 140.12 | 13 | 47.28 | 12 | 92.84  |
| 13      | Dario Betti        | 135.94 | 12 | 49.85 | 13 | 86.09  |

### Solistki
| Pozycja | Zawodnicy          | Punkty | SP | SP    | FS | FS    |
| ------- | ------------------ | ------ | -- | ----- | -- | ----- |
| 1       | Nathalie Weinzierl | 139.97 | 1  | 51.59 | 1  | 88.38 |
| 2       | Sarah Hecken       | 128.38 | 4  | 46.93 | 2  | 81.45 |
| 3       | Carol Bressanutti  | 126.54 | 2  | 48.77 | 4  | 77.77 |
| 4       | Roberta Rodeghiero | 124.13 | 3  | 47.62 | 5  | 76.51 |
| 5       | Francesca Rio      | 120.77 | 8  | 41.28 | 3  | 79.49 |
| 6       | Sandy Hoffmann     | 115.80 | 5  | 44.72 | 7  | 71.08 |
| 7       | Ilaria Nogaro      | 114.02 | 9  | 38.40 | 6  | 75.62 |
| 8       | Monika Simančíková | 106.72 | 6  | 43.55 | 8  | 63.17 |
| WD      | Joshi Helgesson    |        | 7  | 41.89 |    |       |

### Pary sportowe
| Pozycja | Zawodnicy                                | Punkty | SP | SP    | FS | FS     |
| ------- | ---------------------------------------- | ------ | -- | ----- | -- | ------ |
| 1       | Stefania Berton / Ondřej Hotárek         | 192.69 | 1  | 67.11 | 1  | 125.58 |
| 2       | Maylin Wende / Daniel Wende              | 162.91 | 2  | 55.86 | 2  | 107.05 |
| 3       | Mari Vartmann / Aaron Van Cleave         | 152.23 | 3  | 50.42 | 3  | 101.81 |
| 4       | Miriam Ziegler / Severin Kiefer          | 127.37 | 4  | 44.06 | 4  | 83.31  |
| 5       | Alessandra Cernuschi / Filippo Ambrosini | 124.37 | 5  | 41.62 | 5  | 82.75  |
| 6       | Bianca Manacorda / Niccolň Macii         | 112.76 | 6  | 38.11 | 6  | 74.65  |